# みんなだいすき ミュージカル&映画のうた
『みんなだいすき ミュージカル&映画のうた』（みんなだいすき ミュージカルアンドえいがのうた）は、ミュージカルと映画のコンピレーション・アルバム。2017年5月24日に日本コロムビアから発売された。

## 概要
ミュージカルと映画の主題歌や挿入歌を収録した、コンピレーション・アルバム。

## 収録曲
1. サウンド・オブ・ミュージック （サウンド・オブ・ミュージック）
2. ドレミの歌 （サウンド・オブ・ミュージック）
3. ひとりぼっちの羊飼い （サウンド・オブ・ミュージック）
4. エーデルワイス （サウンド・オブ・ミュージック）
5. メモリー （キャッツ）
6. トゥモロー （アニー）
7. 虹の彼方に （オズの魔法使）
8. チキ・チキ・バン・バン （チキ・チキ・バン・バン）
9. チム・チム・チェリー （メリー・ポピンズ）
10. 踊りあかそう （マイ・フェア・レディ）
11. オペラ座の怪人 （オペラ座の怪人）
12. 美女と野獣 （美女と野獣）
13. ホール・ニュー・ワールド （アラジン）
14. アリ王子のお通り （アラジン）
15. アンダー・ザ・シー （リトル・マーメイド）
16. サークル・オブ・ライフ （ライオン・キング）
17. レット・イット・ゴー 〜ありのままで〜 （アナと雪の女王）
18. 星に願いを （ピノキオ）
19. トゥナイト （ウエスト・サイド物語）
20. 雨に唄えば （雨に唄えば）
21. 夢やぶれて （レ・ミゼラブル）
22. オン・マイ・オウン （レ・ミゼラブル）